# Rosanna Conte
Rosanna Conte (Portogruaro, 17 aprile 1968) è una politica italiana.

## Biografia
Avvocato con laurea in Giurisprudenza all'Università di Bologna e specializzazione in diritto bancario e societario, risiede a Caorle, in provincia di Venezia, dove la famiglia ha un hotel, eletta consigliere comunale di Caorle dopo una lunga militanza nella Lega.

### Attività politica
Membro della Lega Nord, è eletta deputata al Parlamento europeo alle elezioni europee del 2019 per la circoscrizione Nord-Est dopo, la rinuncia di Matteo Salvini, presente in più circoscrizioni.
Nel luglio 2019 riceve minacce per lettera con una foto e un proiettile per le sue denunce sulle infiltrazioni mafiose nella zona di Caorle.